# Ekaterine Gabasjvili
Ekaterine Gabasjvili (armeniska: ეკატერინე გაბაშვილი), född 1851, död 1938, var en georgisk feminist. Hon har kallas grundaren av den georgiska kvinnorörelsen. 

## Biografi
Ekaterine Gabasjvili utbildades vid Evgeniia Favrs pension i Tbilisi. Det var en sexårig skola med utländska lärare som räknades som en av den tidens bästa skolor för flickor, där en stor del av hennes generations mest bildade georgiska kvinnor utbildades. 
Kvinnor engagerade sig i den nationalistiska föreningen "Kartvelta sjoris tsera-kitchvis gamavrtselebeli sazogadoeba" (georgiska: ქართველთა შორის წერა-კითხვის გამავრცელებელი საზოგადოება, fritt översatt: Sällskapet för spridning av läskunnighet bland georgier) 1879 för att gynna undervisning på georgiska språket. Ekaterine Gabasjvili var en av få kvinnor i dess styrelse (1882). 
Hon grundade den georgiska kvinnorörelsen då hon 1872 hjälpte till att bilda diskussionscirklar för kvinnor runtom i Georgien i form av "Kalta tsre" och dess lokalavdelningar. 
1893 publicerades Barbare Dzjordzjadzes upprop till förmån för kvinnors rättigheter, utbildning och frihet i tidningen Kvali, vilket betraktas som den georgiska kvinnorörelsens manifest. Manifestet uppmärksammade bristen på utbildning för kvinnor i Georgien, där endast en minoritet gick i flickpension medan majoriteten knappt kunde läsa, och ledde till en livlig debatt. 
Ekaterine Gabasjvili grundade 1897 den första yrkesskolan för kvinnor i Georgien, som sedan följdes av andra, då de som tagit examen från denna skola grundade fler yrkesskolor för kvinnor i sin tur. Hon var föreståndare för yrkesskolan 1897–1922.
Efter att Georgien blev en sovjetrepublik 1921 förbjöds alla icke-statliga politiska organisationer, inklusive kvinnorörelsen, och fullständig jämlikhet mellan könen infördes istället automatiskt av sovjetregimen.[källa behövs]